# Palda
Palda è una suddivisione dell'India, classificata come census town, di 10.859 abitanti, situata nel distretto di Indore, nello stato federato del Madhya Pradesh. In base al numero di abitanti la città rientra nella classe IV (da 10.000 a 19.999 persone).

## Geografia fisica
La città è situata a 22° 40' 55 N e 75° 53' 35 E.

## Società

### Evoluzione demografica
Al censimento del 2001 la popolazione di Palda assommava a 10.859 persone, delle quali 5.840 maschi e 5.019 femmine. I bambini di età inferiore o uguale ai sei anni assommavano a 1.958, dei quali 1.023 maschi e 935 femmine. Infine, coloro che erano in grado di saper almeno leggere e scrivere erano 5.778, dei quali 3.710 maschi e 2.068 femmine.